# Le Faucigny
Pour les articles homonymes, voir Faucigny.
Le Faucigny est un hebdomadaire savoyard édité à Thonon-les-Bains et imprimé à Bonneville.  

## Histoire
Né à la Libération, en 1944, il est le successeur du journal L’Allobroge, créé en 1863, au lendemain de l’Annexion de la Savoie. L’Allobroge ne doit pas être confondu avec le quotidien régional de gauche, Les Allobroges, publié à Grenoble de la Libération jusqu'au milieu des années 1950.
L’Allobroge fusionne dans les années 1920 avec Le Mont-Blanc républicain, de même sensibilité politique (républicain, laïc et anticlérical). Après la Seconde Guerre mondiale, le journal change de nom comme pour signifier un renouveau. Le Faucigny, nom de la province historique, est né. Adoptant dans les années 1980 un ton satirique, qui fera son succès, il est souvent comparé avec Le Canard enchaîné.

## Propriétaire
Serge Coste est le principal actionnaire.

## Rédaction
Serge Coste est le directeur de publication et rédacteur en chef. La rédaction est composée de 4 journalistes.
Pierre Plancher, PDG de l’imprimerie du même nom, en était le directeur de la publication jusqu'à sa disparition en juin 2013.

## Composition
Le journal est composé d'un cahier de huit pages et d'un cahier de quatre pages.
Depuis janvier 2015, l'hebdomadaire a quitté son berceau historique de Bonneville, ancien chef-lieu de la province savoyarde du Faucigny (d'où son nom) pour aller s'installer à Thonon-les-Bains.

## Rubriques
Principalement centré autour de la vie politique locale, le journal aborde des sujets plus généralistes (politique, justice, aménagement du territoire...).
Il possède aussi une rubrique de ventes aux enchères et d'annonces légales.
Une rubrique particulièrement lue par les décolleteurs de la vallée de l’Arve et les élus locaux : Les Indiscrétions de Charles-Félix.

## Diffusion
Il parait tous les jeudis au prix de 1,40 euro. 
Tirage: 7 500 exemplaires.

### Sources
- Bruno Bouvet, « En Haute-Savoie, le journal qui égratigne les élus », La Croix,‎ 21 février 2008 (lire en ligne)